# 星际旅行正典
星际旅行正典（英語：Star Trek canon）一般来说，包括电视剧《星际旅行：初代》、《星际旅行：下一代》、《星际旅行：深空九号》、《星际旅行：航海家号》、《星际旅行：进取号》、《星际迷航：发现号》以及系列电影。2003年当时星际旅行的官方站点认为这定义并非一成不变，到底什么才算星际旅行正典其概念亦不是固定，对此采取开放态度；而派拉蒙在2009年重啟電影設定歷史走向不同，居主導地位的CBS於2016年6月公開劃分主時間線（Prime Timeline）和凱文時間線（Kelvin Timeline）以作區別。

## 主時間線
沿襲以往設定者歸於「主時間線」，主要作品有：
電視劇
- 《星际旅行：初代》
- 《星际旅行：下一代》
- 《星际旅行：深空九号》
- 《星际旅行：航海家号》
- 《星际旅行：进取号》
- 《星际迷航：发现号》
- 《星際爭霸戰：畢凱》

電影
- 《星艦迷航記》系列（1979年－2002年）

## 凱文時間線
重啟電影設定因未來人干涉過去歷史而造成時間線變動，CBS方面認為需有可參考標的，由負責《星际旅行百科全书》的奧田夫婦（Michael & Denise Okuda）》構思命名，以聯邦星艦凱文號（U.S.S. Kelvin）被毀當轉折時間點，目前「凱文時間線」作品僅派拉蒙自2009年重啟的電影系列：
- 《星际迷航》系列（2009年－）